# Lymantria serva
Lymantria serva is een vlinder uit de familie van de spinneruilen (Erebidae), onderfamilie donsvlinders (Lymantriinae). De wetenschappelijke naam van de soort is voor het eerst geldig gepubliceerd in 1793 door Fabricius.
Het mannetje heeft een voorvleugellengte van 17 tot 19 millimeter, het vrouwtje van 26 tot 36 millimeter.
Als waardplanten worden soorten Ficus en Shorea robusta gebruikt. De rups heeft een opmerkelijk langdurige ontwikkeling en doorloopt 10 tot 12 stadia.
De soort komt voor in Nepal, India (Assam) en China (Yunnan), mogelijk ook in Taiwan en Hongkong, maar mogelijk betreft dit Lymantria iris.